# Ptolemeusz (krater księżycowy)
Ptolemeusz – stary krater uderzeniowy na Księżycu, położonym blisko centrum widocznej z Ziemi strony. Na północnym zachodzie znajduje się krater Alphonsus a na południu krater Arzachel i Albategnius oraz na północy krater Herschel.
Cechy krateru Ptolemeusz uwydatniają się gdy słońce jest nachylone pod małym kątem podczas pierwszej i ostatniej fazy. Podczas pełni słońce świeci bezpośrednio na powierzchnię i kontury krateru stają się trudniejsze do rozpoznania.
Krater ma niski, nieregularny zewnętrzny brzeg, który jest mocno zniszczony oraz posiada mniejsze kratery. Brzeg ma kształt wielokąta, pomimo to pozostaje kolisty. Najwyższy ze szczytów wzdłuż brzegu, nazwany Ptolemeusz Gamma (γ), ma wysokość 2,9 km i znajduje się wzdłuż północno-zachodniego brzegu. Krater nie posiada żadnych centralnych szczytów, a wnętrze jest zalane lawą.
We wnętrzu krateru Ptolemaeus wyróżnia się kilka "kraterów duchów", powstałych, gdy strumień lawy zalał istniejące poprzednio kratery. Pozostawiają niewielkie wzniesienia gdzie kiedyś istniał ich brzeg i obecnie są trudne do wykrycia. Na nowej powierzchni powstały nowe mniejsze kratery, a w szczególności krater Ammonius w północno-wschodniej części.

## Satelickie kratery
| Ptolemeusz | Szerokość | Miara   | Średnica |
| ---------- | --------- | ------- | -------- |
| B          | 7,9° S    | 0,7° W  | 17 km    |
| C          | 10,1° S   | 3,3° W  | 3 km     |
| D          | 8,2° S    | 2,5° W  | 4 km     |
| E          | 10,2° S   | 4,5° W  | 32 km    |
| G          | 7,1° S    | 0,1° E  | 7 km     |
| H          | 7,1° S    | 5,4° W  | 7 km     |
| J          | 9,6° S    | 5,4° W  | 5 km     |
| K          | 8,2° S    | 4,6° W  | 8 km     |
| L          | 8,8° S    | 4,0° W  | 4 km     |
| M          | 9,4° S    | 10,8° W | 3 km     |
| O          | 7,2° S    | 3,6° W  | 5 km     |
| P          | 11,4° S   | 3,2° W  | 4 km     |
| R          | 6,7° S    | 1,2° W  | 6 km     |
| S          | 10,5° S   | 0,5° W  | 4 km     |
| T          | 7,5° S    | 0,0° E  | 7 km     |
| W          | 9,1° S    | 1,4° E  | 4 km     |
| X          | 10,9° S   | 0,3° E  | 4 km     |
| Y          | 9,3° S    | 0,7° E  | 6 km     |